# Estação Hönow
Hönow é uma das estações terminais da linha U5 da U-Bahn de Berlim, na Alemanha.